# 龔照瑗
龔照瑗（1836年—1897年7月20日），字仰蘧，號衛卿，安徽合肥人，祖籍江西臨川。監生出身。

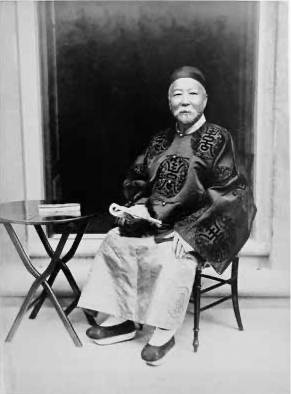

## 生平
清初禮部尚書龔鼎孳來孫。早年投身李鴻章戎幕，幫辦軍務，在肅清太平軍、捻亂時出力甚多，屢被奏獎。歷任山東登萊青道、江蘇蘇松太道、浙江按察使、四川布政使。光緒十九年（1893年）以三品京堂候補出使英、法、義、比。龚照瑗在英国期间，多方求购军舰。李鴻章致電龔照瑗「急速搶購四千噸以上的大型巡洋艦」與「搶購智利鐵甲艦兩艘」。光緒二十一年（1895年）年底，开始呕血音哑，语言不清。光緒二十二年（1896年），駐美公使楊儒電告孫中山來到英國，当即派参赞马格里与英国外交部联系，希望能援照香港及缅甸案例请英国代为缉拿孙中山，被英国外交部婉拒。後在倫敦誘捕孫中山得逞，將他囚禁在中國駐英使館。孙中山被捕后，清朝政府驻英使馆以7000英镑租了一艘英国轮船，准备將他秘密押送回国。孫中山設法請求英僕柯爾（George Cole）密告業師康德黎。康得信後，即與孟生奔走營救，最後在英國壓力下被迫放人。10月23三日下午4點30分，被拘禁了13天的孫中山重獲自由。光緒二十三年（1897年）離任回國，當時已身患重病。不久於上海病逝。有子龔心銘、龔心釗。